# The Fox (альбом)
The Fox — музичний альбом Елтона Джона. Виданий 20 травня 1981 у Великій Британії і 22 травня 1981 року в США. Загальна тривалість композицій становить 45:39. Альбом відносять до напрямку поп/рок-н-рол.

## Список пісень
1. «Breaking Down Barriers» — 4:40
2. «Heart in the Right Place» — 5:13
3. «Just Like Belgium» — 4:08
4. «Nobody Wins» — 3:42
5. «Fascist Faces» — 5:10
6. «Carla/Etude» — 4:45
7. «Fanfare» — 1:26
8. «Chloe» — 4:39
9. «Heels of the Wind» — 3:37
10. «Elton's Song» — 3:03
11. «The Fox» — 5:10